# Aksiomatski sustav
Aksiomatski sustav je sustav stavova, čiji su osnovni elementi:
- aksiomi
- pravila na osnovi kojih se mogu vršiti transformacije aksioma i deducirati drugi stavovi
- deducirani stavovi